# Edoardo Affini
Edoardo Affini (Mantova, 24 giugno 1996) è un ciclista su strada italiano che corre per il Team Visma-Lease a Bike.

## Biografia
Nel 2014 si aggiudica i campionati europei in linea Juniores mentre nel 2018 diventa campione europeo a cronometro nella gara riservata agli Under 23. Dopo aver militato dal 2017 nella squadra continental SEG Racing Academy, con la quale nel 2018 si aggiudica la prova a cronometro dei Giochi del Mediterraneo, nel 2019 diventa professionista firmando per la Mitchelton Scott. Partecipa ai campionati europei, dove ottiene la medaglia di bronzo nella staffetta mista a squadre. Si ripete il giorno dopo nella prova a cronometro Elite. Partecipa al Tour of Britain 2019, dove vince la sesta tappa.
Partecipa al Giro d'Italia 2020, dove si ritira al termine della settima tappa a causa di una frattura alla mano. Partecipa ai successivi campionati europei, conquistando nuovamente la medaglia di bronzo nella staffetta mista. Nel 2021 passa alla Jumbo-Visma con la quale corre il Giro d'Italia nelle edizioni 2021 e 2022. Partecipa ai mondiali di ciclismo 2021, dove conquista il bronzo nella staffetta mista insieme a Marta Cavalli, Elena Cecchini, Elisa Longo Borghini, Filippo Ganna e Matteo Sobrero, alle spalle della Germania e dell'Olanda.
Sempre nel 2022 partecipa alla Vuelta, dove veste la maglia rossa alla fine della terza tappa. Cede la maglia rossa al termine della tappa successiva al suo capitano Primož Roglič. Si ritira all'inizio della decima tappa. Partecipa nuovamente ai mondiali di ciclismo, dove conquista l'argento sempre nella staffetta mista.
Partecipa al Giro d'Italia 2023, che chiude al 92° posto. A luglio 2023 esce la notizia del rinnovo triennale con la Jumbo-Visma. Partecipa agli Europei di ciclismo, dove vince l'argento nella staffetta mista.
Partecipa per la quinta volta al Giro d'Italia, non conquistando nessun piazzamento a podio. Partecipa agli Europei di ciclismo 2024, dove vince l'oro nella prova a cronometro e nella staffetta mista. Partecipa i mondiali di Zurigo, dove vince il bronzo sia nella prova a cronometro che nella staffetta mista.
Partecipa al Tour de France 2025, chiudendo al 3° posto la 5ª tappa, una cronometro con partenza e arrivo a Caen.

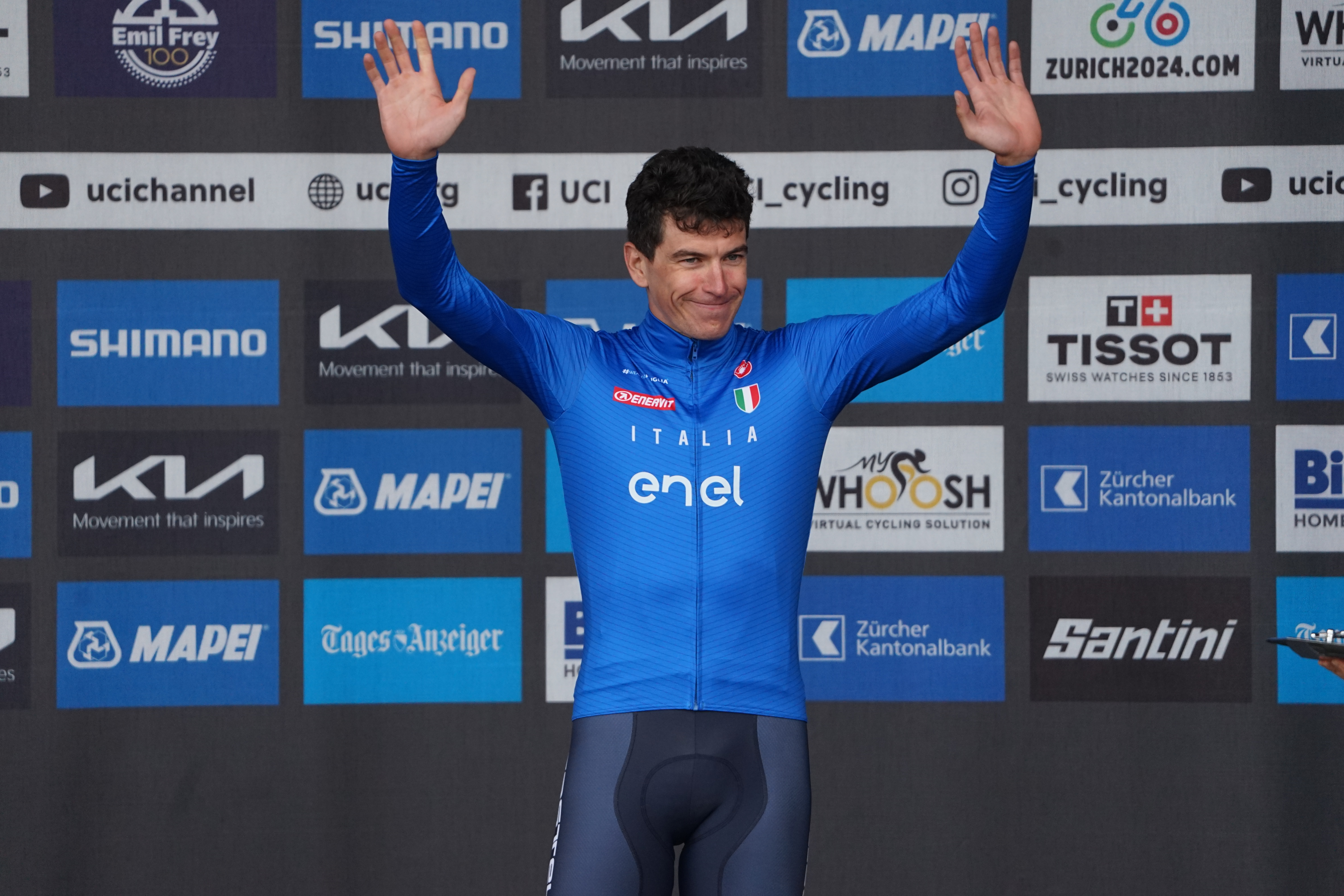
Partecipa ai mondiali di Zurigo 2024, dove conquista il bronzo nella prova a tempo

## Palmarès

### Strada
- 2014 (GCD Contri Autozai Juniores, tre vittorie)

Trofeo San Rocco
Campionati europei, Prova in linea Junior
Trofeo Buffoni
- 2016 (Selle Italia-Cieffe-Ursus, una vittoria)

Gran Premio De Nardi
- 2018 (SEG Racing Academy Under 23, cinque vittorie)

Prologo Giro d'Italia Under-23 (Forlì > Forlì, cronometro)
Campionati italiani, Prova in linea Under-23
Giochi del Mediterraneo, Prova a cronometro
Campionati italiani, Prova a cronometro Under-23
Campionati europei, Prova a cronometro Under-23
- 2019 (Mitchelton-Scott, due vittorie)

4ª tappa Tour of Norway (Arendal > Sandefjord)
6ª tappa Tour of Britain (Pershore > Pershore, cronometro)
- 2024 (Team Visma-Lease a Bike, una vittoria)

Campionati europei, Prova a cronometro

#### Altri successi
- 2019 (Mitchelton-Scott)

3ª tappa Hammer Limburg (Sittard-Geleen, cronosquadre)
- 2020 (Mitchelton-Scott)

1ª tappa Giro della Repubblica Ceca (Uničov, cronosquadre)
- 2022 (Jumbo-Visma)

1ª tappa Vuelta a España (Utrecht > Utrecht, cronosquadre)
- 2023 (Jumbo-Visma)

3ª tappa Parigi-Nizza (Dampierre-en-Burly > Dampierre-en-Burly, cronosquadre)
2ª tappa Vuelta a Burgos (Oña > Poza de la Sal, cronosquadre)
- 2024 (Team Visma-Lease a Bike)

Campionati europei, Staffetta mista

## Piazzamenti

### Grandi Giri
- Giro d'Italia

2020: non partito (8ª tappa)
2021: 113°
2022: 97°
2023: 93º
2024: 130º
2025: 133º
- Tour de France

2025: 118º
- Vuelta a España

2022: non partito (10ª tappa)
2024: 119º

### Classiche monumento
- Milano-Sanremo

2019: 163º
2021: 157º
2022: 154º
2023: 136º
- Giro delle Fiandre

2019: ritirato
2021: ritirato
2022: ritirato
2023: ritirato
2024: 86°
2025: ritirato
- Parigi-Roubaix

2019: 98º
2021: 82º
2022: 82º
2023: 111º
2024: 71º
2025: ritirato

### Competizioni mondiali
- Campionati del mondo

Firenze 2013 - Cronometro Junior: 18º
Ponferrada 2014 - Cronometro Junior: 21º
Ponferrada 2014 - In linea Junior: 4º
Doha 2016 - Cronometro Under-23: 20º
Bergen 2017 - Cronometro Under-23: 8º
Bergen 2017 - In linea Under-23: 58º
Innsbruck 2018 - Cronometro Under-23: 4º
Yorkshire 2019 - Staffetta: 4º
Yorkshire 2019 - Cronometro Elite: 16º
Imola 2020 - Cronometro Elite: 14º
Fiandre 2021 - Cronometro Elite: 9º
Fiandre 2021 - Staffetta: 3º
Wollongong 2022 - Cronometro Elite: 13º
Wollongong 2022 - Staffetta: 2º
Wollongong 2022 - In linea Elite: ritirato
Zurigo 2024 - Cronometro Elite: 3º
Zurigo 2024 - Staffetta: 3º

### Competizioni europee

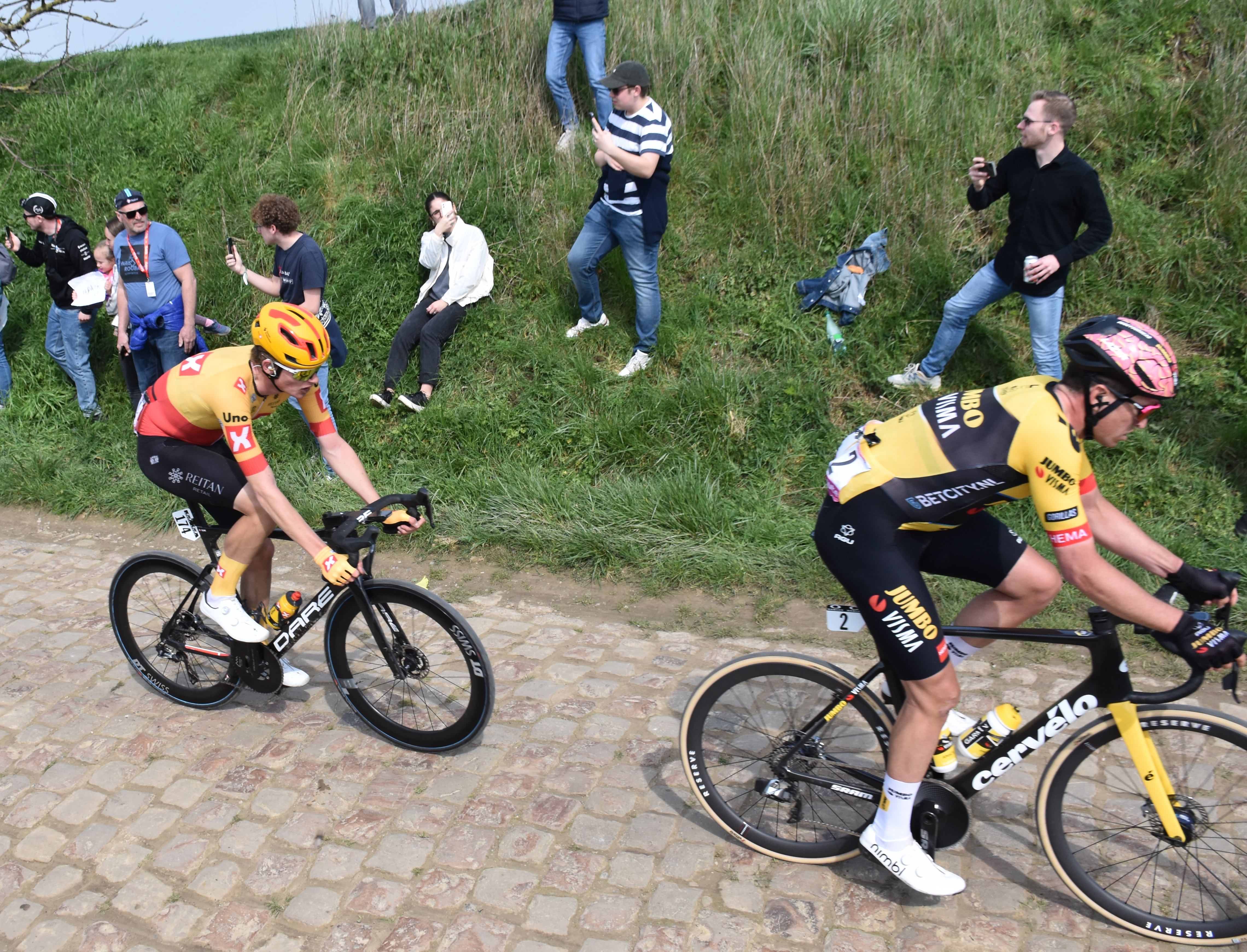
Edoardo Affini (in maglia Jumbo-Visma), in azione durante la Parigi-Roubaix 2023

- Campionati europei

Frýdek-Místek 2013 - Cronometro Junior: 23º
Nyon 2014 - Cronometro Junior: 31º
Nyon 2014 - In linea Junior: vincitore
Tartu 2015 - Cronometro Under-23: 51º
Tartu 2015 - In linea Under-23: 5º
Herning 2017 - Cronometro Under-23: 4º
Herning 2017 - In linea Under-23: 48º
Glasgow 2018 - Cronometro Under-23: vincitore
Alkmaar 2019 - Cronometro Elite: 3º
Alkmaar 2019 - Staffetta mista: 3º
Plouay 2020 - Cronometro Elite: 5º
Plouay 2020 - In linea Elite: 79º
Plouay 2020 - Staffetta mista: 3º
Trento 2021 - Cronometro Elite: 6º
Drenthe 2023 - Staffetta mista Elite: 2º
Drenthe 2023 - In linea Elite: ritirato
Limburgo 2024 - Cronometro Elite: vincitore
Limburgo 2024 - Staffetta mista Elite: vincitore
Limburgo 2024 - In linea Elite: 54º